# 폐활량

폐활량측정의 결과 그래프

폐활량(肺活量, vital capacity, VC)은 사람이 최대한 숨을 들이마신 후에 내뱉을 수 있는 공기의 최대 양이다. 폐활량은 들숨예비량(IRV), 일회호흡량(TV), 날숨예비량(ERV)의 총합과 같다. 또한 강제폐활량(forced vital capacity, FVC)과는 크기가 거의 같다.
사람의 폐활량은 폐활량측정을 통해 측정할 수 있다. 다른 생리적 측정과 더불어, 폐활량은 기저 폐질환을 진단하는 데에 도움이 된다. 또한 폐활량은 신경근 질환에서 호흡근에 얼마나 심하게 문제가 생겼는지 밝히기 위해서도 사용된다. 길랑-바레 증후군이나 중증 근무력증의 치료법 결정 시에도 활용될 수 있다.
정상 성인의 폐활량은 3 ~ 5L이다. 이 값은 나이, 성별, 신장, 체중, (아마도) 인종에 의해서 달라진다. 가령 건강한 성인 남성의 폐활량은 약 3.5L, 여성은 2.5L 정도이며 수면 시에는 0.5L 정도로 떨어진다. 그러나 인종에 대해서는 연구가 잘 되어 있지 않으며, 19세기 흑인 노예를 대상으로 한 연구가 인종 간 폐활량 차이에 대한 첫 연구였다. 이 연구는 환경적인 요인이 합쳐져 그 결과를 그대로 신용하기는 어렵다.
폐용적(lung volume)과 폐용량(lung capacity)은 호흡 주기의 서로 다른 시점에서의 공기의 부피를 나타낸다. 폐용적은 바로 측정할 수 있으나 폐용량은 폐용적 값들 간의 계산을 통해 알아내야 한다.

## 진단적 가치
폐질환의 원인을 감별하는 데에 폐활량 검사를 이용할 수 있다. 제한성 폐질환에서는 폐활량이 감소하지만 폐쇄성 폐질환의 경우 대개 폐활량이 정상이거나 약간 감소한다.

## 추정 폐활량
| 신장         | 150–155 cm | 155–160 cm | 160–165 cm | 165–170 cm | 170–175 cm | 175–180 cm |
| 폐활량 (cm3) | 2900       | 3150       | 3400       | 3720       | 3950       | 4300       |

| 나이         | 15–25 | 25–35 | 35–45 | 45–55 | 55–65 |
| 폐활량 (cm3) | 3425  | 3500  | 3225  | 3050  | 2850  |

### 공식
폐활량은 신장이 클수록 증가하고 나이를 먹을수록 감소한다. 폐활량을 추정하기 위한 공식은 다음과 같다.

{\displaystyle {\begin{aligned}vc_{female}=(21.78-0.101a)\cdot h\\vc_{male}=(27.63-0.112a)\cdot h\\\end{aligned}}}

{\displaystyle vc}의 단위는 cm3이며 대략적인 폐활량이다. {\displaystyle a}는 나이, {\displaystyle h}의 단위는 cm이며 신장이다.

## 추가 자료
폐활량을 측정하거나 예측하기 위해 시행된 다양한 연구들이 있다.
- Berglund, E.; Birath, G.; Bjure, J.; Grimby, G.; Kjellmer, I.; Sandqvist, L.; Söderholm, B. (1963). “Spirometric Studies in Normal Subjects I: Forced Expirograms in Subjects Between 7 and 70 Years of Age”. 《Acta Medica Scandinavica》 173 (2): 185–192. doi:10.1111/j.0954-6820.1963.tb16520.x. PMID 13970718.
- Birath, G.; Kjellmer, I.; Sandqvist, L. (1963). “Spirometric Studies in Normal Subjects: II. Ventilatory Capacity Tests in Adults”. 《Acta Medica Scandinavica》 173 (2): 193–198. doi:10.1111/j.0954-6820.1963.tb16521.x. PMID 13968399.
- Grimby, G.; Sóderholm, B. (1963). “Spirometric Studies in Normal Subjects: III. Static Lung Volumes and Maximum Voluntary Ventilation in Adults with a Note on Physical Fitness”. 《Acta Medica Scandinavica》 173 (2): 199–206. doi:10.1111/j.0954-6820.1963.tb16523.x.
- Forche, Günther; Stadlober, Ernst; Harnoncourt, Karl (1988). “Neue spirometrische Bezugswerte für Kinder, Jugendliche und Erwachsene” [New spirometric reference values for children, adolescents and adults]. 《Österreichische Ärztezeitung》 (독일어) 43 (15;16): 40–42.
- Gulsvik, A.; Tosteson, T.; Bakke, P.; Humerfelt, S.; Weiss, S. T.; Speizer, F. E. (2001년 11월 30일). “Expiratory and inspiratory forced vital capacity and one-second forced volume in asymptomatic never-smokers in Norway: Spirometric standards in Norway”. 《Clinical Physiology》 21 (6): 648–660. doi:10.1046/j.1365-2281.2001.00377.x. PMID 11722472.
- Hedenström, H; Malmberg, P; Agarwal, K (November 1985). “Reference values for lung function tests in females. Regression equations with smoking variables”. 《Bulletin Européen de Physiopathologie Respiratoire》 21 (6): 551–557. OCLC 114155676. PMID 4074961. INIST:8470928.
- Langhammer, A.; Johnsen, R.; Gulsvik, A.; Holmen, T.L.; Bjermer, L. (2001년 11월 1일). “Forced spirometry reference values for Norwegian adults: the Bronchial Obstruction in Nord-Trøndelag study”. 《European Respiratory Journal》 18 (5): 770–779. doi:10.1183/09031936.01.00255301. PMID 11757626.